# Унчахар
Унчахар — город и нагар панчаят в округе Рай-Барели индийского штата Уттар-Прадеш. Расположен на шоссе Лакхнау-Аллахабад, в 115 км от Лакхнау, в 85 км от Праяградж. Город связан железнодорожным и автомобильным сообщением с близлежащими городами Канпур, Лакхнау и Праяградж.

## География
Унчахар — город в плодородном регионе Ауд. В 7 км к юго-западу от города протекает река Ганг.

### Климат
Климат в городе — влажный субтропический с прохладной сухой зимой с ноября по февраль и сухим жарким летом с апреля по июнь. Сезон дождей длится с июля по середину сентября. Туман — обычное явление с конца декабря до конца января.